# Pörböly
Pörböly község Tolna vármegyében, a Szekszárdi járásban.

## Fekvése
A település a Sárköz délkeleti részén, Gemenci-erdő szélén, Bátaszék és Baja között az 55-ös főút mentén fekszik, az előbbitől 6, az utóbbitól 13 km-re, Bács-Kiskun és Tolna vármegyék határán. Pörböly MÁV vasútállomást a Bátaszék–Kiskunhalas-vasútvonalon érhetjük el. Az állomás mellől indul a Gemenci Állami Erdei Vasút.

## Története
A település az első világháború után alakult ki, lakói a környező tanyákról költöztek ide. Ekkor még Pörbölypuszta néven Alsónyék község belterületi lakóhelyeként tartották nyilván. Az 1956-os és 1965-ös dunai árvizek után jelentősen megnőtt a beköltözők száma, ennek hatására 1985. január 1-jén önálló községgé nyilvánították. 1990-től saját önkormányzata van. A közeli Gemenci-erdő biztosít munkalehetőséget az itt élőknek.
A település nevét 1993-ban ismerte meg az ország a szomorú pörbölyi tragédia megtörténte után. A tragikus autóbusz-baleset után – ami egyébként a szomszédos Alsónyék területén történt, csak az elhunyt és sérült utasok voltak, a sofőrt leszámítva pörbölyi kisdiákok – a faluban általános iskola épült, ahol az alsó tagozatos diákok tanulnak. A felső tagozatos általános iskolás diákok továbbra is Bátaszékre ingáznak, viszont az iskolabusz már nem érinti az 1993-as tragédia helyszínét, a nyékipusztai bekötőút vasúti átjáróját.

## Közélete

### Polgármesterei
- 1990–1994: Gayer János (független)[3]
- 1994–1998: Gayer János (független)[4]
- 1998–2002: Gayer János (független)[5]
- 2002–2006: Gayer János (független)[6]
- 2006–2010: Gayer János (független)[7]
- 2010–2014: Sipos Lajos (független)[8]
- 2014–2019: Sipos Lajos (Fidesz-KDNP)[9]
- 2019–2024: Sipos Lajos (Fidesz-KDNP)[10]
- 2024– : Sipos Lajos (Fidesz-KDNP)[1]

## Népesség
A település népességének változása:
| Lakosok száma | 558  | 565  | 539  | 520  | 515  | 507  | 493  |
|               | 2013 | 2014 | 2015 | 2021 | 2022 | 2023 | 2024 |

A 2011-es népszámlálás során a lakosok 90,2%-a magyarnak, 0,2% cigánynak, 0,4% horvátnak, 0,4% németnek mondta magát (9,8% nem nyilatkozott; a kettős identitások miatt a végösszeg nagyobb lehet 100%-nál). A vallási megoszlás a következő volt: római katolikus 50,4%, református 5,5%, görögkatolikus 1,1%, felekezeten kívüli 17,5% (25,3% nem nyilatkozott).
2022-ben a lakosság 91,8%-a vallotta magát magyarnak, 1,2% németnek, 0,4% cigánynak, 0,2% szerbnek, 1,4% egyéb, nem hazai nemzetiségűnek (7,8% nem nyilatkozott; a kettős identitások miatt a végösszeg nagyobb lehet 100%-nál). Vallásuk szerint 27,8% volt római katolikus, 3,5% református, 0,4% evangélikus, 1,2% egyéb keresztény, 1,2% egyéb katolikus, 37,1% felekezeten kívüli (28,9% nem válaszolt).

## Nevezetességei
- Gemenci Állami Erdei Vasút: Innen indulnak a Gemenci kisvasút vonatai, melyeket alkalmanként gőzmozdony továbbít.[13]

## Külső hivatkozások
- Pörböly az utazom.com honlapján